# 이명호 (배우)
이명호(1970년 1월 24일 ~ )는 대한민국의 배우이다.

## 학력
- 1988년 ~ 1992년 서울예술대학교 연극과

## 출연

### 방송

#### 드라마
- 2008년 MBC  수목드라마 《베토벤 바이러스》 - 권중진 역
- 2011년 MBC 월화드라마 《빛과 그림자》 - 현정배 역
- 2012년 KBS1 주말드라마 《대왕의 꿈》 - 양도 역
- 2014년 KBS2 TV소설 《일편단심 민들레》 - 이교석 역
- 2015년 KBS1 주말드라마 《징비록》 - 사야가 역
- 2016년 KBS2 TV소설 《저 하늘에 태양이》 - 임희상 역
- 2017년 KBS2 TV소설 《그 여자의 바다》
- 2017년 KBS2 TV소설 《꽃 피어라 달순아!》 - 오길상 역
- 2018년 KBS2 일일드라마 《인형의 집》
- 2018년 KBS2 일일드라마 《끝까지 사랑》
- 2019년 KBS2 수목드라마 《왜그래 풍상씨》 - 연하남 역
- 2020년 KBS2 일일드라마 《비밀의 남자》 - 강상태 역
- 2021년 KBS2 주말드라마 《오케이 광자매》 - 서성대 역
- 2021년 KBS2 일일드라마 《빨강구두》 - 박진섭 실장 역
- 2021년 KBS2 주말드라마 《신사와 아가씨》 - 촬영 감독 역 (특별출연)
- 2021년 KBS1 주말드라마 《태종 이방원》 - 김한로 역
- 2022년 KBS2 일일드라마 《태풍의 신부》 - 남대박 역
- 2023년 KBS2 월화드라마 《오아시스》 - 김완기 역 (13회 특별출연)
- 2023년 KBS2 일일드라마 《비밀의 여자》 - 편상국 역 (우정출연)
- 2024년 KBS2 월화드라마 《함부로 대해줘》 - 프랭크 르루와 역
- 2024년 KBS1 일일드라마 《결혼하자 맹꽁아!》 - 이중성 역
- 2025년 KBS2TV 주말드라마 《독수리 5형제를 부탁해!》 - 소길용 역

### 영화
- 2000년 《반칙왕》 - 사진사 / 일본인 참관단 역
- 2000년 《산책》 - 진형 역
- 2002년 《버스, 정류장》 - 영어 강사 역
- 2002년 《남자 태어나다》 - 복싱협회 사무원 역
- 2003년 《블루》 - 권 소령 역
- 2003년 《산사나무 아래 파란 콩을 찾으면?》
- 2008년 《숙명》 - 철중패 역
- 2010년 《주유소 습격 사건 2》 - 팔봉 역
- 2010년 《반가운 살인자》 - 재원 역
- 2010년 《살인의 강》 - 라디오 앵커 역
- 2011년 《링크》 - 과학자 역
- 2016년 《고산자, 대동여지도》 - 홍경래 역

### 공연

#### 연극
- 1992년 《서안화차》
- 《천녀의 수인》
- 《세자매》
- 《만파식적》
- 《자전거》
- 《바람의 욕망》
- 《오셀로》
- 《백마강 달밤에》
- 《로미오와 줄리엣》
- 《서푼짜리 오페라》
- 2005년 《블랙햄릿》
- 2006년 《클로져》 - 이대현 역
- 2006년 《가스등》 - 로우그 역
- 2007년 《연인들의 유토피아》 - 남자 역
- 2007년 《바람의 욕망》 - 그 역
- 2008년 《달이 물로 걸어오듯》 - 검사 역
- 2009년 《우리, 테오와 빈센트 고흐》 - 테오도르 반 고흐 역
- 2009년 《뱃사람》 - 니키 지블린 역
- 2010년 《옥수수 밭에 누워있는 연인》 - 낯선 남자 2 역
- 2010년 《시라노 드 베르쥬락》
- 2011년 《응시》
- 2012년 《몰리 스위니》 - 프랭크 역
- 2012년 《보물》 - 진성실 역
- 2013년 《이제는 애처가》 - 기타미 슌스케 역
- 2016년 《슬픔의 노래》 - 유성균 역

## 수상
- 1999년 올해의 우수공연 신인연기상